# Eric Smith (Fußballspieler, 1997)
Eric Anders Smith (* 8. Januar 1997 in Halmstad) ist ein schwedischer Fußballspieler. Er steht seit Januar 2021 beim FC St. Pauli unter Vertrag und ist ein ehemaliger schwedischer Nachwuchsnationalspieler.

## Karriere

### Verein
Eric Smith, dessen Vater Anders ebenfalls ein Fußballprofi war, begann mit dem Fußballspielen im Alter von fünf Jahren in den Nachwuchsmannschaften von Halmstads BK und stieg zur Saison 2014 in den Kader der ersten Mannschaft auf. Seinen ersten Einsatz in einem Pflichtspiel hatte er am 9. März 2014 im schwedischen Pokal gegen IK Sirius FK, am 28. April 2014 lief Eric Smith gegen Elfsborg erstmals in der Allsvenskan auf. Zu diesem Zeitpunkt war er 17 Jahre alt. Sein erstes Tor in der Liga für Halmstads BK schoss er am 2. August 2014, als ihm im Auswärtsspiel gegen Örebro SK der 2:1-Siegtreffer gelang. Während er in seiner ersten Saison lediglich neun Einsätze hatte, spielte Smith in seiner zweiten Spielzeit regelmäßiger.

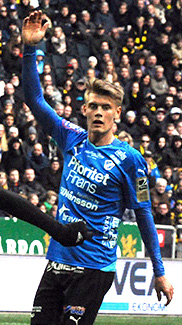
Eric Smith bei Halmstads BK

Im Januar 2016 wechselte er zu IFK Norrköping und unterschrieb einen Vierjahresvertrag. Wegen einer Leistenverletzung und auch wegen Herzproblemen spielte Eric Smith in der Liga erst am 9. Juli 2016 im Auswärtsspiel gegen Djurgårdens IF erstmals für seinen neuen Klub, nachdem er zuvor am 27. Februar 2016 im schwedischen Pokal gegen den AFC Eskilstuna seinen Pflichtspieleinstand für IFK Norrköping feierte. In zweieinhalb Jahren absolvierte Smith 61 Pflichtspiele, in denen er ohne Torerfolg blieb. Im Juni 2018 absolvierte er ein Probetraining beim belgischen Erstligisten KAA Gent und unterschrieb später einen Vierjahresvertrag. Dort konnte sich Smith zunächst nicht durchsetzen, weshalb er am 29. August 2019 nach Norwegen an Tromsø IL verliehen wurde. In Nordnorwegen sammelte er Spielpraxis und kam zu elf Einsätzen. Zum Jahreswechsel 2019/20 kehrte Smith nach Gent zurück.
Bis zum Abbruch der Saison 2019/20 in der belgischen Division 1A infolge der COVID-19-Pandemie bestritt Smith kein Spiel für Gent. Mitte Mai 2020 erfolgte eine erneute Ausleihe, diesmal an den schwedischen Verein IFK Norrköping bis zum Ende der dortigen Saison.
Im Januar 2021 wurde er bis zum Ende der Saison 2020/21 an den abstiegsbedrohten Zweitligisten FC St. Pauli ausgeliehen. Mit Smith in der Startelf gelangen dem FC St. Pauli vier Siege in Folge. Ab Anfang März 2021 fiel der defensive Mittelfeldspieler aufgrund einer Wadenverletzung aus. Ende April 2021 kehrte Smith als Einwechselspieler auf den Platz zurück. Kurz darauf verpflichtete der FC St. Pauli, der zu diesem Zeitpunkt die beste Rückrundenmannschaft war und sich ins obere Tabellenmittelfeld vorgearbeitet hatte, Smith langfristig. Smith bestritt für St. Pauli fünf von 20 möglichen Ligaspielen in der Saison 2020/21, fiel dabei aber auch sechs Wochen mit einer Wadenverletzung aus. In der Folgezeit entwickelte er sich zum Stammspieler, wurde jedoch immer wieder durch Verletzungen zurückgeworfen; so kam er in der Spielzeit 2021/22 nur zu 17 Einsätzen. Am 12. Spieltag der Saison 2022/23 gelang ihm beim 3:0-Sieg im Stadt-Derby gegen den HSV sein erstes Ligator für seinen Klub, am Ende der Spielzeit kam er auf 26 Einsätze.

### Nationalmannschaft
Eric Anders Smith spielte für sämtliche Nachwuchsnationalmannschaften Schwedens.

## Titel
- Deutscher Zweitligameister und Aufstieg in die Bundesliga: 2024